# David Choc
David Elias Choc Huoc (11 novembre 1993) è un lottatore guatemalteco, specializzato nella lotta greco-romana.

## Biografia
Ha rappresentato il Guatemala ai campionati panamericani di Città del Guatemala 2021, dove ha vinto l'argento nel torneo degli 82 kg, dove è rimasto sconfitto in finale contro lo statunitense Jamel Johnson.

## Palmarès
- Campionati panamericani

Città del Guatemala 2021: argento negli 82 kg;
- Giochi centramericani

Managua 2017: argento nei 66 kg;
- Campionati sudamericani

Santiago del Cile: argento nei 66 kg;